# Spółdzielnia Telekomunikacyjna OST
Spółdzielnia Telekomunikacyjna OST (dawniej Okręgowa Spółdzielnia Telefoniczna w Tyczynie) – powstały w 1991 r. operator telekomunikacyjny, dostawca internetu i telefonii stacjonarnej, działający na terenie gmin: Błażowa, Boguchwała, Chmielnik, Dynów, Hyżne, Lubienia, Tyczyn oraz miasta Rzeszów.

## Działalność
W 1991 r. utworzono spółdzielnie telefoniczne: „Teltyczyn” w Tyczynie, „Echo” w Hyżnem, „Telefon” w Chmielniku, „Łączność” w Błażowej oraz koordynującą przedsięwzięcie – Okręgową Spółdzielnię Telefoniczną w Tyczynie. Były to jedne z pierwszych niezależnych firm operatorskich w Polsce.
Powstanie w czterech gminach spółdzielni z udziałem mieszkańców, które miały zapewnić powszechne usługi telefoniczne oraz finansowa pomoc samorządów w celu zgromadzenia funduszy na zakup nowoczesnych central cyfrowych, stanowiły na początku lat 90. XX w. pionierskie w Polsce przedsięwzięcie o charakterze partnerstwa publiczno-prywatnego.
Część robót, szczególnie kablowych i budowlanych, spółdzielcy wykonywali nieodpłatnie. Członkowie zarządu i rady nadzorczej do 1998 r. nie pobierali wynagrodzenia. Do końca 1992 r. uruchomiono centrale w Tyczynie, Chmielniku, Błażowej i Hyżnem. Zostały one połączone pierwszymi w województwie liniami światłowodowymi. Jako pierwsi w Polsce abonenci spółdzielni uzyskali możliwość korzystania z wielu dodatkowych usług wzbogaconych, jak np. przekierowywanie połączeń, połączenia telekonferencyjne, połączenia trójstronne, przekazywanie połączeń, blokowanie niektórych połączeń czy automatyczne budzenie. Również jako pierwszy operator w Polsce spółdzielnia zaoferowała abonentom szczegółowe wydruki billingowe. W 1994 roku spółdzielnia podpisała pierwsze w historii umowy rozliczeniowe między Telekomunikacją Polską a niezależnym operatorem. W końcu 1994 roku dokonano połączenia spółdzielni gminnych z Okręgową Spółdzielnią Telefoniczną w Tyczynie.
Spółdzielnia nawiązała kontakty z Amerykańskim Stowarzyszeniem Spółdzielczości Telefonicznej (National Telephone Cooperative Association, NTCA), które zaoferowało pomoc szkoleniową i promocyjną. W 1995 r. została jako pierwsza zagraniczna spółdzielnia przyjęta przez amerykańskie zrzeszenie. W Chmielniku utworzono centrum szkoleniowe spółdzielczości telefonicznej, które służyło samorządowcom z całej Polski, jak też szkoliło grupy z Mołdawii, Ukrainy i Białorusi.
Od 1996 roku abonenci uzyskali tani dostęp do Internetu. Od 1998 roku udostępniono też bezpłatnie stałe łącza internetowe dla wszystkich placówek szkolnych na obszarze działania spółdzielni, dzięki temu w Błażowej i Tyczynie utworzono jedne z pierwszych w kraju pracowni internetowych w gminach wiejsko-miejskich. Do wszystkich 28 miejscowości na terenie Doliny Strugu doprowadzono światłowody.
Do końca 1997 r. spółdzielnia zainstalowała 6 tys. telefonów z systemem bezpłatnych połączeń lokalnych. Na koniec 2010 r. z usług spółdzielni korzystało ok. 10 tys. abonentów telefonicznych i ok. 6 tys. abonentów Internetu. Do spółdzielni należało ok. 6,8 tys. członków.
Na terenach gdzie działa spółdzielnia, Telekomunikacja Polska miała początkowo tysiąc abonentów. W 2010 roku pozostało ich tylko stu. TP S.A. obsługuje ich z wykorzystaniem infrastruktury sieciowej spółdzielni. Jest to najstarszy w Polsce przykład uwolnienia pętli lokalnej.